# Dudu (album)
Pour les articles homonymes, voir Dudu.
 (février 2024).
Si vous disposez d'ouvrages ou d'articles de référence ou si vous connaissez des sites web de qualité traitant du thème abordé ici, merci de compléter l'article en donnant les références utiles à sa vérifiabilité et en les liant à la section « Notes et références ».
Albums de Tarkan
Karma
(2001) Come closer
(2006)
Dudu est un album du chanteur turc Tarkan sorti en 2003. Cet album est le premier que Tarkan a sorti sur son propre label HITT Music. Il est considéré comme hybride car il comporte 5 titres et 5 remixes.

## Accueil commercial
Les ventes en Turquie ont dépassé les 2,5 millions, il s'est également vendu à 1 million d'exemplaires en Russie où le titre Dudu a été élue chanson de l'année dans ce pays. En cumulant les ventes dans les autres pays, les ventes de l'album s'élèvent à 600 000 exemplaires.

## Liste des chansons
1. Dudu - 4:35
2. Bu Sarkilar Da Olmasa - 4:26
3. Gülümse Kaderine - 3:47
4. Sorma Kalbim - 4:35
5. Uzun Ince Bir Yoldayim - 4:57
6. Dudu (Ozan Çolakoglu Remix) - 4:51
7. Gülümse Kaderine (Devrim Remix) - 5:18
8. Bu Sarkilar Da Olmasa (Devrim Remix) - 5:52
9. Dudu (Ozgur Buldum Remix) - 3:54
10. Gülümse Kaderine (Murat Matthew Erdem Remix) - 4:54